# 颶風伊歐凱
飓风伊欧凯又名台风伊欧凯，是有纪录以来中太平洋出现的最强热带气旋。作为2006年太平洋飓风季期间中太平洋形成的首场风暴，伊欧凯创下多项纪录，不但纵横太平洋达17天之久，而且强度先后3度达到萨菲尔-辛普森飓风等级下的五级飓风标准。
气旋由夏威夷州以南较远处的热带辐合带发展而成，由于水温较高，风切变极少，还有良好的外流推波助澜，伊欧凯迅速增强，在48小时内就从热带低气压强化成四级飓风。8月22日晚，风暴快速弱化成二级飓风，然后从约翰斯顿环礁上空经过。两天后，气旋又因外界环境有利而得以快速增强，于8月25日达到五级飓风标准并在不久后穿越国际日期变更线。伊欧凯继续向西行进，其强度反复波动，于8月31日以风力时速249公里强度从威克岛附近经过。风暴接下来转朝西北方向移动，之后又转向北上，并在此期间逐渐弱化，于9月6日转变成温带气旋。系统残留加速向东北前进，最终进入阿拉斯加州上空。
无论是在飓风还是台风时期，伊欧凯都没有对中太平洋和西太平洋任何人口常住地区构成影响。约翰斯顿环礁有12人在风暴来袭期间躲进飓风掩体，他们估计气旋风速超过每小时160公里，对岛上树木构成破坏，但鸟类基本没有受到影响。台风在威克岛构成中等程度破坏，部分建筑受损，房屋的屋顶被刮掉，损失总额约8800万美元（2006年美元，相当于2025年的1.33億美元），幸而所有军事人员均已撤离，岛上基础设施也都完好无损。伊欧凯的温带残留之后还在阿拉斯加州海岸沿线产生强烈风暴潮，引起海滩侵蚀。

## 气象历史
2006年8月中旬，热带辐合带在夏威夷州东南方向较远处海域催生出带有下层环流的热带扰动。由于北面存在向西移动的强烈副热带高压脊，这股扰动天气几乎保持向正西方向移动，系统内的深层对流每天都在增长和消亡间拉锯。随着组织结构的缓慢改善，系统于8月20日清晨在檀香山以南约1247公里洋面发展成第一号热带低气压。当时热带辐合带10°经度范围内都没有关联对流。气旋所在海域基本没有风切变，海面温度又有28℃左右，两项因素都非常有利于强化，中太平洋飓风中心此时预计气旋会在4天内达到飓风强度下限，然后就会开始减弱。经过6小时的发展，低气压达到热带风暴标准，中太平洋飓风中心因此以“伊欧凯”（Ioke），即夏威夷语中的“乔伊斯”（Joyce）为其命名。气旋接下来快速强化，到8月20日晚已发展出中心密集云区并开始形成风眼墙，于8月21日清晨升级成飓风，这时距系统归类成热带低气压还只过了24小时。
伊欧凯继续向西北偏西方向前进，对流稳步深化，风眼变得越来越层次分明，组成风眼墙的对流也不断深化。受国际日期变更线附近的锋面槽影响，飓风转向西北，并在经过一段时间的快速增强后于8月22日在约翰斯顿环礁东南方向约450公里海域达到风速每小时217公里强度，已达萨菲尔-辛普森飓风等级下的四级飓风标准。在四级强度下保持约18小时后，伊欧凯的内层核心因西南向风切变而略遭扰乱，风速很快就降至每小时约169公里。8月22日晚，风暴从约翰斯顿环礁以南约48公里洋面经过，风眼墙东北象限则在次日清晨经过。8月23日下午，飓风转向西进，然后因风切变减少而再度进入快速增强期。到8月24日时，伊欧凯已凝聚出宽37公里的闭合风眼墙，并于8月25日在夏威夷考艾岛西南偏西方向约1560公里海域达到五级飓风标准。

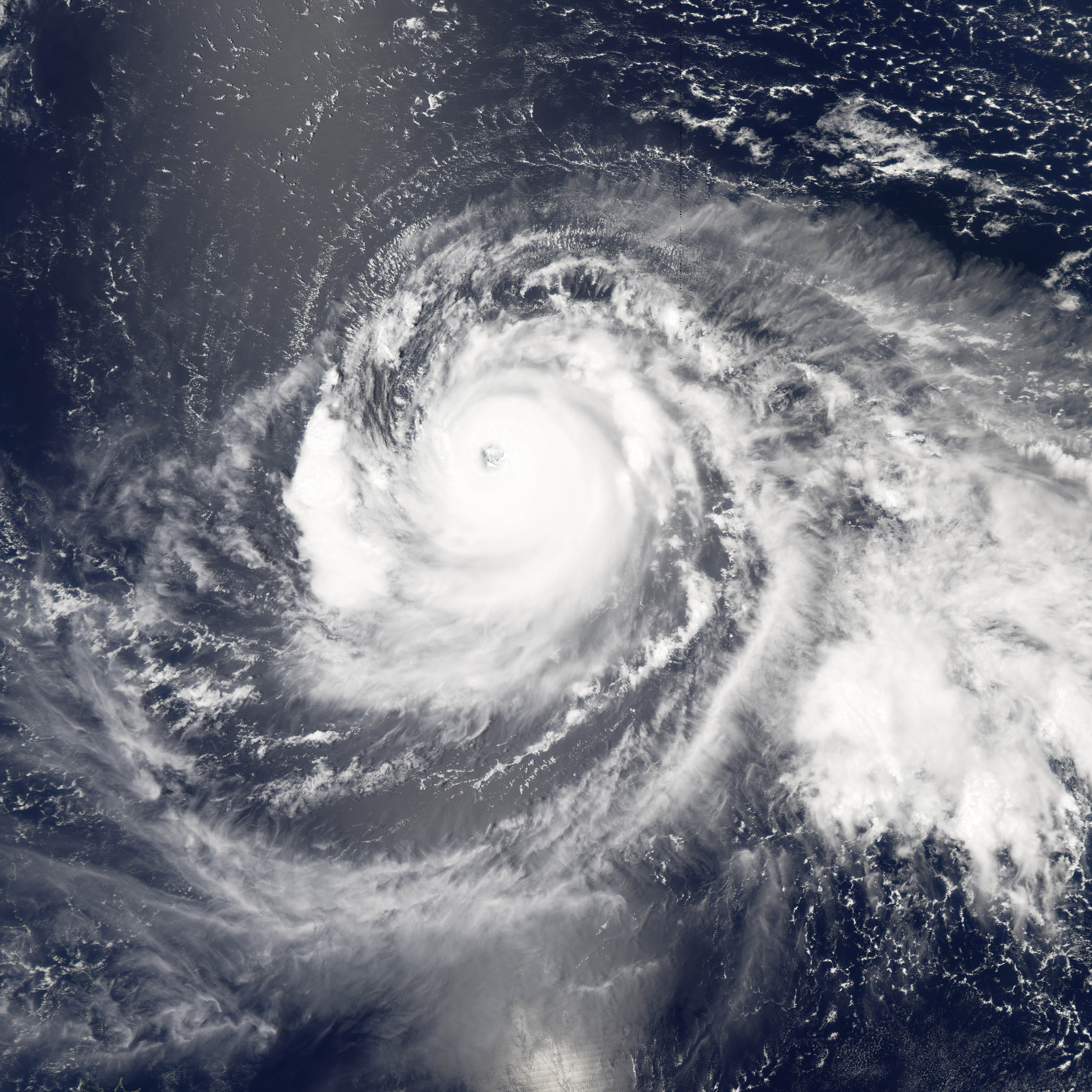
穿越国际日期变更线后，台风伊欧凯继续增强

保持五级飓风强度约18小时后，伊欧凯因眼墙置换而略有减弱。8月26日完成眼墙置换周期后，气旋再度达到五级飓风标准。由于西侧的低压槽逐渐拉开距离，飓风前方得以形成副热带高压脊，促使伊欧凯向西南转向。外界总体环境依然非常有利于风暴保持较高强度，西北方向较远处的上层气旋产生利好外流的同时，也使得风切变一直很少，并且飓风行经洋面也总保持着比较高的水温。根据这些情况，地球物理流体动力学实验室的飓风模型预计伊欧凯的风速会达到每小时350公里，最低气压低至860毫巴（百帕）。8月27日清晨，飓风气压降至915毫巴，并在不久后穿越国际日期变更线，成为风速每小时260公里的强劲台风。
联合台风警报中心将进入西太平洋的伊欧凯归类为超級颱風，但这一认定不具备正式地位。进入西太平洋后，风暴强度在五级飓风标准下仍然保持了12小时，再于8月28日开始因北侧的高压脊导致内流增多而进入缓慢减弱阶段。8月29日，气旋沿副热带高压脊边缘行进，先是转朝西面移动，之后又转向西北偏西，其强度再一次达到五级飓风标准。8月30日，日本气象厅估计伊欧凯达到10分钟持续风速每小时195公里的最高强度。当天下午，台风减弱至相当于四级飓风强度，再于8月31日以风力时速约249公里强度从威克岛近海掠过。
受风切变增多和干燥空气侵蚀的共同影响，到9月1日时，伊欧凯的风眼已被拉长并被云层阻挡，风暴于次日进入新一轮眼墙置换周期。9月2日，气旋以风速约每小时201公里强度从南鸟岛以北约80公里洋面经过。台风继续弱化，并围绕副热带高压脊逐渐转朝西北方向前进。受低压槽逐渐深化影响，气旋转朝西北偏北方向前进，之后又转向北上，在日本以东数百公里海域降级成热带风暴。向东北方向加速后，伊欧凯开始失去热带天气系统特征，联合台风警报中心于9月5日宣布系统已转变成温带气旋。不过，日本气象厅认为系统直到次日才减弱至台风强度以下，并且9月6日中午才转变成温带气旋。该机构继续追踪伊欧凯的温带残留，直至9月7日系统行进至阿拉斯加州的阿留申群岛附近。系统在逼近阿留申群岛期间又一次增强，风速达到飓风标准。9月8日，风暴残留进入白令海，然后在向东穿越阿留申群岛后进入阿拉斯加湾，最终于9月12日在阿拉斯加州东南部附近消散。

## 防灾措施和影响

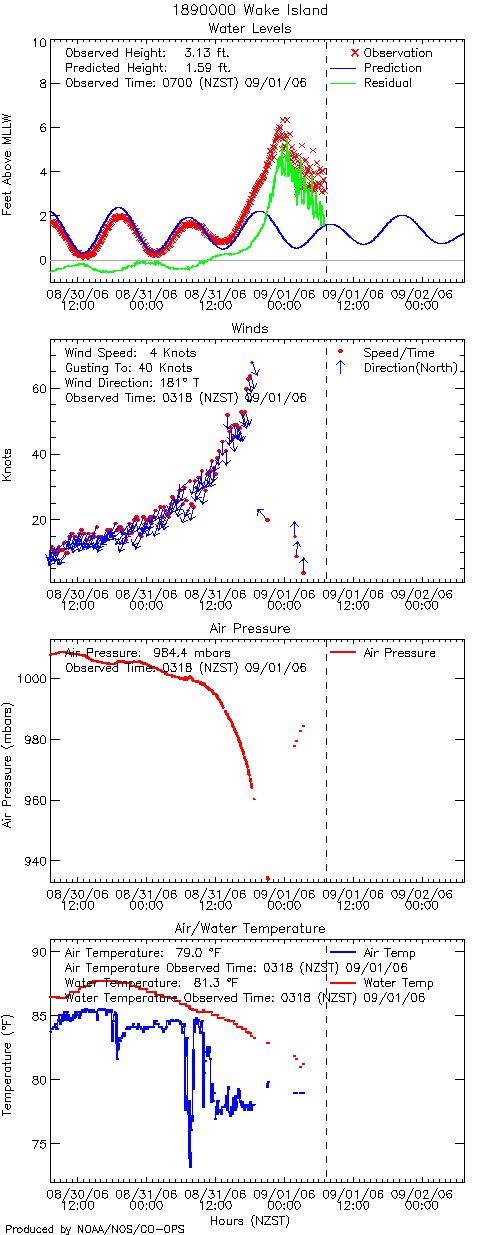
从上至下依次为：台风伊欧凯经过威克岛附近时对浪高、风速、风向、气压和气温产生的影响

### 约翰斯顿环礁
由于无法确知各岛上是否有人，中太平洋飓风中心于8月21日晚向没有常住人口的约翰斯顿环礁发布飓风警告，伊欧凯会在24小时后行进至距离该领地最近的位置。当时有艘美国空军船只和12名船员正在岛上，他们在固定船只后进入防飓风混凝土掩体躲避。岛上没有气象观测站，但据这些船员估计，岛上的飓风强度狂风持续有6至8小时，热带风暴强度大风则持续了约27小时，最强阵风时速估计为每小时180到210公里。所有人员都在风暴期间安然度过，没有人员受伤，他们的船也只受到轻度破坏。伊欧凯的部分风眼从约翰斯顿环礁上空经过，导致岛上约15%的棕榈树顶端被风刮断，还有些铁木树被刮倒，不过岛上的鸟类基本未受影响。此外，飓风产生的强烈潮汐还将一段海堤及其邻近的道路冲毁。

### 威克岛

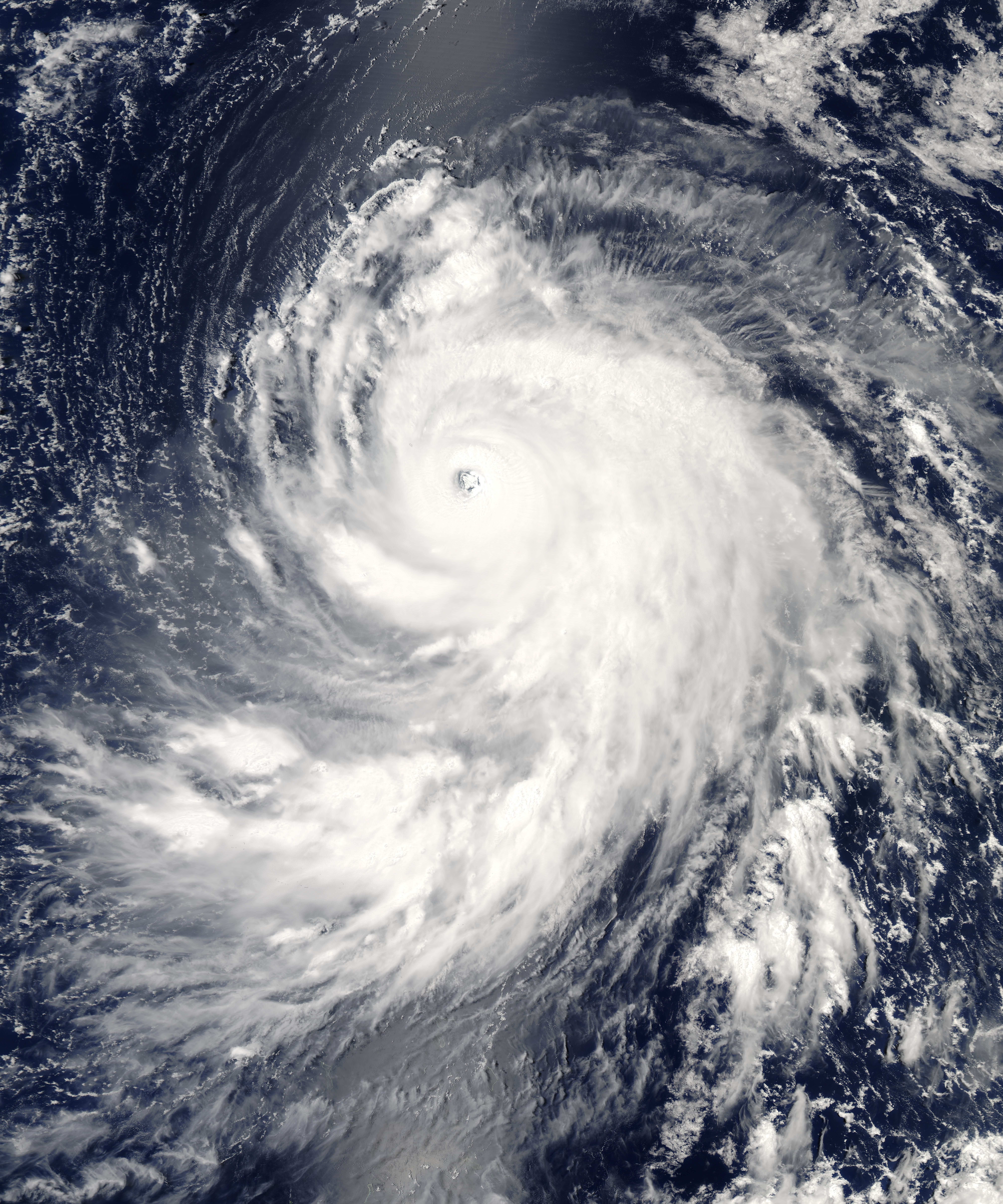
8月31日，位于威克岛附近的台风伊欧凯。

面对台风威胁，夏威夷州威克岛有188至200名军事人员搭乘两架C-17运输机撤离，这也是该岛自1967年台风莎拉过后首次全面撤离。威克岛以东近海的一个浮标在伊欧凯直接从上空经过期间测得921.5毫巴的气压值。台风从该岛以北近海经过前，风速计测得飓风强度狂风，最强阵风时速达到160公里后风速计就停止了工作。估计岛上持续风速达到每小时249公里，阵风时速高达310公里。协调世界时8月31日上午9点06分，岛上测得934毫巴（百帕）的最低气压值。预计台风会在威克岛产生高达5.5米的风暴潮，浪高则有12米，而该岛最高点的海拔高度也只有6.1米。此外，暴雨还令岛上多幢建筑被淹，风暴过去数天后积水还有0.6米深。
伊欧凯的狂风令威克岛电网受到大范围破坏，大部分建筑物和后备发电机的输电线缆受损。狂风和风暴潮共同影响，致使全岛70%的建筑受损，许多屋顶受到中等程度破坏。所有低洼地区不是充满海水就是被沙子掩埋，岛上的自来水供应也相应中断。威克岛通讯中断，卫星天线和光缆都被摧毁。基础设施受到台风重创，不过程度依然低于预期，而且大都还能修复。估计威克岛一共因这场台风受到价值8800万美元（2006年美元）的破坏。

### 日本和阿拉斯加州

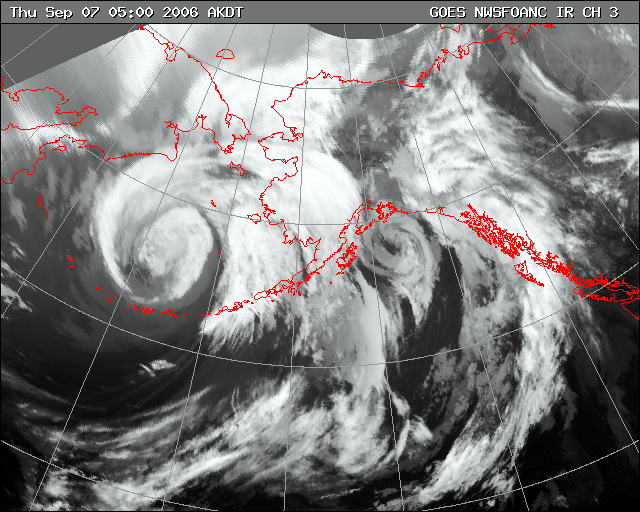
伊欧凯的温带残留进入阿拉斯加州以西的白令海上空

面对台风威胁，日本气象厅于9月1日下令南鸟岛上的工作人员临时撤离。岛上设施受到破坏，但在风暴过去三周内就已修复并全面恢复正常运作。
伊欧凯的温带残留在阿拉斯加州西南海岸沿线产生风暴潮和超过9.1米高的狂浪，再加上天文高潮推波助澜，阿拉斯加州的布里斯托尔湾和育空-卡斯科奎姆河三角洲因此出现轻度洪灾，乌纳拉斯卡的最强阵风时速达135公里。气旋令阿拉斯加州西部普降中到大雨，伯特利和科策布的日降雨量分别有29和17毫米，均创下新纪录。该州东南部也出现降水，朱诺附近地区的降雨总量因此高于正常水平。

## 所创纪录及善后

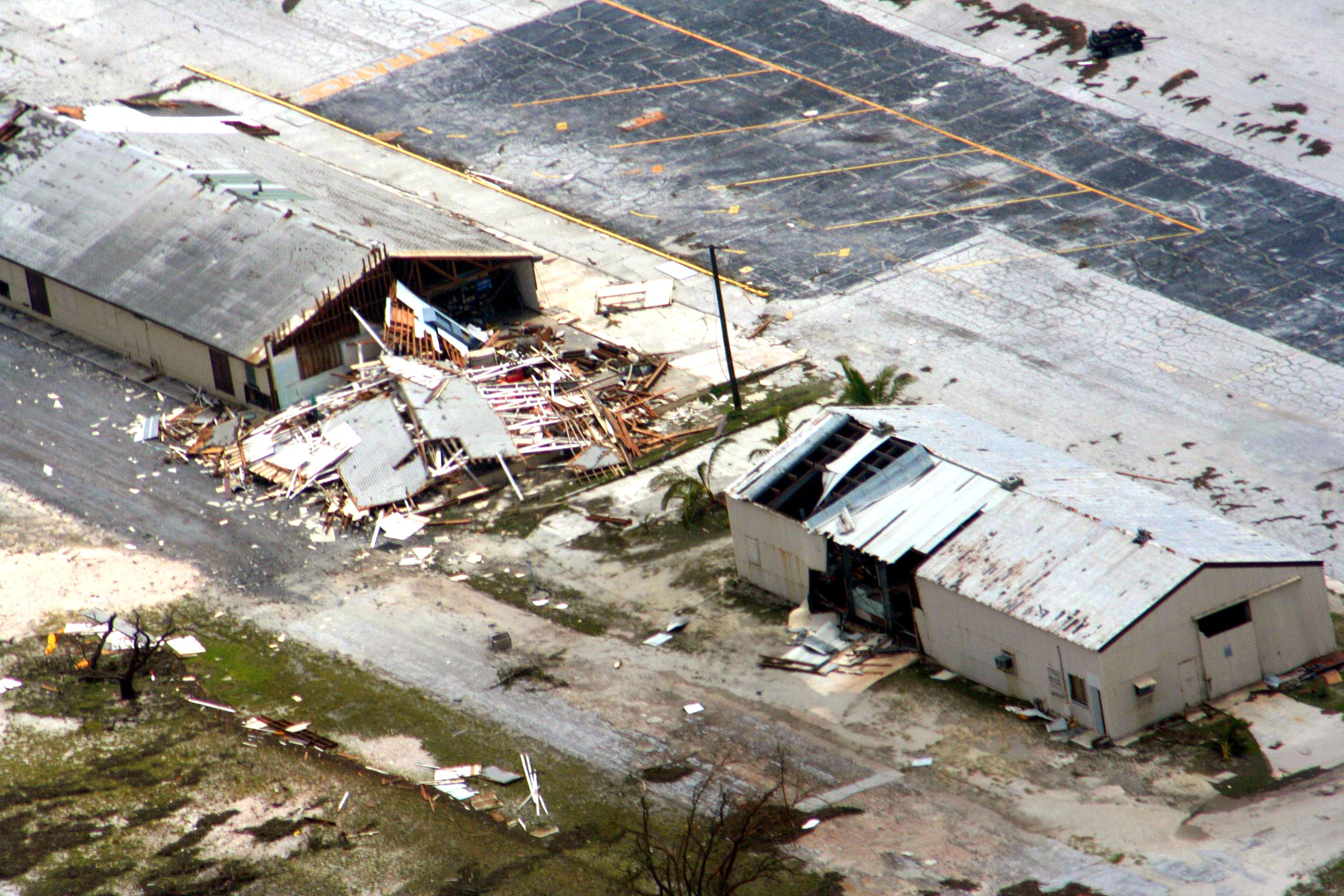
风暴过后威克岛所受破坏

飓风伊欧凯是有纪录以来中北太平洋形成的五场五级飓风之一，也是唯一一个在该海域成形的。估计风暴中心最低气压仅915毫巴（百帕，27.019英寸汞柱），比有纪录以来中太平洋出现过的其它任何热带气旋都要低，打破1994年飓风约翰所创纪录。伊欧凯在四级或以上强度（持续风速每小时至少211公里）连续保持了198小时之久，比有纪录以来地球上其它任何热带气旋都要久。此外，气旋还在超级台风强度下连续保持174小时之久，创下又一项纪录。由于风暴持续时间特别长，强度也特别高，其气旋能量指数高达82，此紀錄一直到2023年才被氣旋弗雷迪打破。。
台风过去3天后，美国海岸警卫队于9月2日从空中对威克岛所受破坏程度开展首轮评估。评估结果表明岛上总体破坏程度低于预期，没有出现石油或有害物质泄露。9月7日，海岸警卫队派出工作组乘船抵达威克岛，工作组在4天后完成评估报告，他们还修好一台发电机用于供电。美国海军圣何塞号（San Jose）同美国空军第36应急响应组的16名成员于9月8日抵达该岛，并在核心试验人员清理跑道允许通航后分析机场是否能稳定运作，同时协助清理工作。在多名工程师的共同努力下，岛上供电于9月13日恢复。伊欧凯过去约两周后，多幢建筑都已恢复正常运作。
2007年4月，世界气象组织应中太平洋飓风中心的请求将风暴名称“伊欧凯”（Ioke）除名，以“伊欧帕”（Iopa）取代。